# Hubert Kołodziej
Hubert Kołodziej (ur. 1943 r., zm. 2013 r.) – polski chemik, profesor i wykładowca Uniwersytetu Wrocławskiego, kierownik Zakładu Technologii Chemicznej i Zespołu Dielektryków, zastępca dyrektora Instytutu Chemii i prodziekan Wydziału Chemii. Współtwórca materiałów pochłaniających promieniowanie elektromagnetyczne, wykorzystanych m.in. w antenach dla Międzynarodowej Stacji Kosmicznej i metody pozyskiwania z oleju rzepakowego komponentów do biopaliw. Pochowany na cmentarzu przy ul. Bardzkiej we Wrocławiu.